# Team Yankee (jeu vidéo)
Team Yankee est un jeu vidéo de tactique en temps réel et de simulation édité par Empire Software, sorti en 1987 sur Amiga, Atari ST et DOS. Il est basé sur le techno-thriller Team Yankee de l'auteur Harold Coyle situé dans une hypothétique Troisième Guerre mondiale. Le jeu a deux suites : Pacific Islands et War in the Gulf.

## Accueil
- Tilt : 16/20 (pour chaque version)[1]